# Luis Cálix
Luis Enrique Cálix Acosta (né le 30 août 1965 à Tela au Honduras) est un joueur de football international hondurien, qui évoluait au poste de milieu de terrain, avant de devenir entraîneur.

## Biographie

### Carrière de joueur

#### Carrière en sélection
Avec l'équipe du Honduras, il joue 47 matchs (pour 9 buts inscrits) entre 1988 et 1994. 
Il figure notamment dans le groupe des sélectionnés lors des Gold Cup de 1991 et de 1993.
Il joue également 14 matchs comptant pour les tours préliminaires des coupes du monde 1990 et 1994.

## Palmarès
Honduras
- Gold Cup :
  - Finaliste : 1991

 Real España
- Championnat du Honduras :
  - Champion : 1988 et 1990

 CD Marathón
- Coupe du Honduras :
  - Vainqueur : 1995